# Sara Flores
Sara Flores (Tambo Mayo, Ucayali, 1950) es una maestra del arte kené. En sus obras refleja la cosmovisión, valores y espiritualidad de la comunidad Shipibo-Conibo. Ha exhibido su trabajo en prestigiosos espacios como White Cube en París y Nueva York, Musée du Quai Branly-Jacques Chirac en París, y El Museo del Barrio en Nueva York.

## Biografía
Sara Flores nació en la comunidad de Tambo Mayo, en la Amazonía peruana, dentro de la cultura Shipibo-Conibo. Su nombre original es Soi Biri, que en idioma Shipibo significa «bien hecho» o «dibujado con precisión», un nombre que de alguna manera presagiaba su destino como artista. Fue solo al registrarse ante el gobierno que adoptó el nombre en español. Según Sara, su madre, al cortar el cordón umbilical, le frotó una tintura especial en el ombligo para fortalecer su visión artística, mientras un chamán recitaba una canción ceremonial para potenciar aún más su conexión con el arte
Desde pequeña, fue introducida en el arte del kené, los patrones geométricos que representan la cosmovisión de su pueblo. Este conocimiento lo recibió de su madre, quien, siguiendo la tradición matriarcal, le enseñó a crear estos diseños a mano, utilizando tintes vegetales extraídos de plantas locales y aplicándolos sobre lienzos de algodón silvestre. A través de este arte, Sara aprendió a conectar con las fuerzas espirituales, naturales y sociales que son fundamentales para su comunidad  Al crecer en una comunidad tradicionalmente cerrada, el estilo de vida era profundamente comunitario: cuando alguien tenía una necesidad, todos colaboraban
A medida que Sara crecía, continuó practicando y perfeccionando el arte del kené, que solo era enseñado a las mujeres dentro de su comunidad, mientras que los hombres se dedicaban a tareas como la pesca o la agricultura.
Cuando era niña, al rededor de los 10 años, la salud de su madre comenzó a deteriorarse, lo que llevó a la familia a mudarse a Yarinacocha, en busca de atención médica en el Hospital Amazónico de Yarinacocha. Este cambio marcó un hito importante en la vida de Sara, ya que fue en este lugar donde empezó a aprender español y a asistir a la escuela, lo que le permitió abrirse al mundo exterior
En 1976, Sara Flores desempeñó un papel clave en la fundación de la primera cooperativa de mujeres del pueblo Shipibo-Konibo, con el apoyo de Carolina, una señora inglesa que trabajaba en el Hospital Amazónico de Yarinacocha. Carolina, al ver las dificultades económicas que atravesaba la comunidad, propuso la idea de comercializar las artesanías shipibas Sara fue llamada para colaborar en la compra de artesanías y en la selección de los mejores trabajos, lo que le permitió establecer una red de apoyo para las mujeres de su comunidad Actualmente, sigue residiendo en Yarinacocha y desde ahí crea sus distintas obras artísticas. Y cuenta con la ayuda de sus hijas, Deysi y Pilar Ramírez, quienes la asisten en su labor artística
A lo largo de su vida, Sara Flores ha sido un referente en la preservación y promoción del arte y la cultura Shipibo-Conibo, especialmente en lo que respecta al arte del kené, y ha trabajado incansablemente por el bienestar de su comunidad.

## Técnica artística
La técnica que emplea Sara Flores es el kené, una técnica tradicional de la comunidad Shipibo-Conibo, que se caracteriza por el uso de complejos patrones geométricos que reflejan la cosmovisión de su pueblo. Para desarrollar sus obras, Sara sigue un proceso meticuloso y lleno de simbolismo.
El kené es una técnica tradicional que se cree podría estar inspirada en la cosmovisión inca, especialmente en sus representaciones cósmicas y espirituales. Sus diseños simbolizan la conexión con la naturaleza y los seres espirituales. . En abril de 2008, el Instituto Nacional de Cultura, consciente de la importancia de proteger los derechos de los pueblos indígenas y su patrimonio cultural intangible, emitió la Resolución Directoral Nacional Nº 540, declarando el kené como patrimonio cultural de la Nación. Esto reafirmó la idea de que el patrimonio cultural de Perú no solo incluye objetos y lugares del pasado, ni las grandes o pequeñas obras de sociedades y generaciones que ya no existen, sino también elementos culturales vivos y representativos del presente Este reconocimiento rinde homenaje a los hombres y mujeres shipibo-konibo, quienes, con su dedicación y creatividad, han logrado que los peruanos urbanos valoren su arte, tal como ellos aprendieron a admirar y crear kené a partir de los seres solares inca
En primer lugar, piensa en el diseño que desea crear, visualizándolo en su mente. Una vez decidido, comienza a dibujar el patrón en la tela utilizando el Xepan, un pincel o lápiz hecho del delgado palo de un paraguas. Luego, pinta sobre la tela con Pokoti, una mezcla de arcilla que se sumerge en una preparación especial para ennegrecerla. Con el tiempo, este preparado se oscurece, hasta obtener un negro profundo característico de sus obras.
Una vez que el diseño está completo, Sara agrega las mostacillas una a una, un proceso que realiza cuidadosamente a mano, dándole a la obra una textura única y resaltando los detalles del kené. Este proceso artístico no solo es una manifestación estética, sino también una forma de conectar con las tradiciones espirituales y culturales de su comunidad.
Sara Flores emplea la técnica tradicional del kené, característica de la comunidad Shipibo-Conibo, para crear sus obras, que se distinguen por sus patrones geométricos que reflejan la cosmovisión de su pueblo. Su proceso artístico comienza con la concepción del diseño en su mente, seguido por el trazo del patrón sobre la tela con el Xepan, un pincel o lápiz hecho del delgado palo de un paraguas. Después, utiliza Pokoti, una mezcla de arcilla que ennegrece la tela, obteniendo un color negro profundo que caracteriza sus obras
Lo que hace única a la práctica de Sara es su uso de tintes naturales, que ella misma prepara a partir de plantas autóctonas. Entre las más destacadas están las hojas del amí para el morado, el fruto del achiote para el rojo, la corteza del yacushapana para el negro y la raíz del guisador para el amarillo, entre otras. Estos tintes no solo aportan una paleta de colores vibrantes a sus diseños, sino que también reflejan la conexión profunda de su arte con la flora local, estableciendo un diálogo simbólico entre la naturaleza y su práctica. 
Una vez que la tela está pintada, Sara añade mostacillas a mano, una a una, completando la obra con un nivel de detalle que destaca la belleza de los patrones y simbolismos tradicionales del kené. A través de este proceso, Sara no solo preserva una técnica ancestral, sino que también reafirma su conexión con la tierra y las tradiciones espirituales de su comunidad. 
Siguiendo la tradición, Flores colabora ahora con sus hijas en un proceso que les permite participar en el trabajo de la otra. Mientras Flores supervisa la recolección de materiales y la creación de las líneas más largas e ininterrumpidas del peshtin, sus hijas ayudan con la ketana, las líneas secundarias trazadas en paralelo al peshtin
Los motivos de variación en sus diseños, revelan la manera extraordinaria en la que estos patrones se almacenan mnemotécnicamente en la mente del artista y luego se delinean en el lienzo a través de una práctica corpórea. Este proceso podría compararse con un "mapeo neuronal", un ejercicio de conectómica que refleja la conexión entre mente, cuerpo y entorno. A menudo, estos patrones visuales y musicales remiten al chamanismo de la ayahuasca, en el cual el chamán y sus acólitos consumen un psicotrópico para acceder a dimensiones espirituales. En este contexto, el kené también es considerado un diseño curativo, una especie de "medicina de diseño", que tiene la capacidad de sanar tanto el cuerpo como el espíritu En sus obras, Sara Flores integra su cultura, el espacio, la tierra, la biodiversidad y las fuentes y afluentes del río Amazonas en su imaginación y su dedicación a la obra.

## Activismo a través del arte
El arte de Sara Flores está intrínsecamente ligado a su activismo, especialmente en lo que respecta a la preservación de las tradiciones culturales y la defensa del papel de las mujeres dentro de su comunidad. A través de su trabajo artístico, Flores no solo mantiene viva la ancestral tradición del arte kené, sino que también la proyecta al mundo, dando visibilidad a una forma de arte que corre el riesgo de ser despojada de su contexto cultural en un mundo globalizado. Cada pieza de su obra es una manifestación de la cosmovisión Shipibo-Conibo, en la que la relación con la naturaleza, la espiritualidad y la comunidad es fundamental. En lugar de adaptarse a las tendencias artísticas contemporáneas, Flores crea un espacio para que su arte hable desde sus raíces, preservando la identidad y las prácticas de su pueblo.
Además, su activismo se refleja en su compromiso con el empoderamiento de las mujeres dentro de su cultura. En la comunidad Shipibo-Conibo, el arte kené ha sido transmitido exclusivamente por mujeres, y Flores ha sido una de las principales figuras que mantiene y expande esta tradición. Su trabajo no solo es una forma de expresión artística, sino también una herramienta para reforzar la posición de las mujeres en la sociedad Shipibo, desafiando las narrativas dominantes de las sociedades externas. A través de su práctica, Flores pone en valor la visión única de las mujeres en su comunidad, que históricamente han sido las guardianas de este arte, y al hacerlo, desafía la marginalización de las voces indígenas en el ámbito artístico global
Por otro lado, su arte también está profundamente relacionado con la naturaleza, un vínculo que se extiende más allá de la simple representación visual. Flores trabaja con materiales naturales obtenidos directamente de su entorno, como cortezas de árboles y tintes extraídos de plantas locales. Este respeto por los recursos naturales y el proceso de trabajo que sigue, basado en la recolección y el uso sostenible de los materiales, también puede verse como una forma de activismo ambiental. Su arte no es solo una representación estética, sino también un acto de conexión profunda con la tierra, un recordatorio de la importancia de respetar y proteger el entorno natural
En conjunto, el arte de Sara Flores es una forma de resistencia cultural, un esfuerzo por preservar la identidad y la autonomía de su pueblo, mientras aboga por el fortalecimiento de las mujeres dentro de su comunidad y la conexión con la naturaleza como principio fundamental de su práctica. A través de su arte, Flores no solo transmite belleza, sino también un mensaje de lucha, resistencia y pertenencia.

## Exhibiciones
Entre los espacios donde Sara Flores ha expuesto sus obras, se encuentran el Museo de Arte de Contemporáneo (MAC) y la Sala Luis Miró Quesada Garland. Además, ha participado en eventos internacionales de arte en ciudades como París y Nueva York. Una de sus colaboraciones más relevantes fue con la reconocida marca de lujo Dior, donde su arte fue integrado en la creación de una colección de accesorios, fusionando la tradición peruana con el diseño contemporáneo de alta moda. Esta colaboración marcó un hito importante, llevando su trabajo a una audiencia global y destacando su arte en el mundo de la moda.

### Exhibiciones personales
| Lugar                        | Año  | Nombre de Exhibición | Descripción |
| ---------------------------- | ---- | -------------------- | --- |
| White Cube Online            | 2021 | Exposición Virtual   | Sara llevó sus patrones kené al formato digital, permitiendo que un público más amplio explorara sus obras, con énfasis en la importancia de preservar las tradiciones indígenas frente a la modernidad. |
| White Cube Paris, Nueva York | 2023 | Panshin Maya Kené    | En esta exposición, Sara Flores presentó obras como Untitled (Panshin Maya Kené), que exploran el concepto de crecimiento y fluidez en la naturaleza, utilizando patrones geométricos basados en la conexión espiritual Shipibo-Conibo. Las obras integraron materiales sostenibles, como tintes vegetales obtenidos de la flora amazónica y lienzos de algodón silvestre. |
| CLEARING, Nueva York         | 2023 | Shao Maya Kanoa Kené | Aquí, Flores destacó el aspecto visionario del arte kené, combinando diseños que evocan redes biológicas y ecológicas. Algunas piezas, como Untitled (Shao Maya Kanoa Kené 1), se enfocan en la relación entre los elementos naturales y el mundo espiritual, mostrando la complejidad de las formas fractales y su conexión con la biodiversidad.                         |

### Exhibiciones grupales importantes
| Lugar                                      | Año  | Nombre de Exhibición                                  | Descripción |
| ------------------------------------------ | ---- | ----------------------------------------------------- | --- |
| Sala Luis Miró Quesada Garland, Lima       | 2021 | Cosmovisión Amazónica                                 | Esta muestra exploró la espiritualidad y la biodiversidad de la Amazonía peruana, con obras de Sara que representan redes botánicas y ecosistemas en patrones geométricos detallados.                                                                                     |
| MAC, Lima                                  | 2022 | Los Ríos pueden existir sin Aguas pero no sin Orillas | Sara Flores participó con obras que destacaron el kené como expresión de resistencia cultural. Las piezas exhibidas reflejaron la simbiosis entre lo ancestral y lo contemporáneo en la identidad peruana, donde se propone un nuevo imaginario para la Amazonía peruana. |
| Musée du Quai Branly-Jacques Chirac, París | 2023 | Kené: Patrimonio Vivo                                 | Este evento se centró en los patrones kené como una herencia viva y su relevancia en la lucha contra el colonialismo y la deforestación. La obra de Sara, junto con otros artistas Shipibo-Conibo, simbolizó la conexión espiritual con la tierra.                        |
| El Museo del Barrio, Nueva York            | 2023 | El Arte como Resistencia                              | Flores presentó piezas que narraban la resistencia cultural de los Shipibo frente a la explotación ambiental, utilizando colores y diseños inspirados en elementos naturales como hojas, ríos y raíces.                                                                   |

### Ferias y eventos destacados
| Ciudad     | Año  | Nombre de la feria/evento | Descripción |
| ---------- | ---- | ------------------------- | --- |
| Nueva York | 2020 | Outsider Art Fair         | Sara expuso obras que combinan la estética kené con conceptos universales de conexión y regeneración, ampliando la percepción del arte indígena como contemporáneo y universal. |
| Hong Kong  | 2024 | Art Basel                 | Sara Flores presenta obras que reinventan la abstracción a través de kené, un arte Shipibo-Conibo que refleja visiones de ceremonias de ayahuasca mediante patrones fractales. Flores transforma las líneas y cuadrículas, típicamente masculinas en el arte occidental, en una expresión de amor y responsabilidad, ofreciendo un espacio de contemplación y calma. Su enfoque subraya conexiones entre la tierra, el arte y las relaciones matrilineales. |